# Caliópio (presidente)
Caliópio (em latim: Calliopius) foi um oficial bizantino do século VI, ativo durante o reinado do imperador Justino I (r. 518–527). Filho de Ireneu, pouco se sabe sobre sua vida, exceto que teria exercido a função de presidente (governador) da Cilícia Secunda quando a metrópole de Anazarbo foi arrasada por um terremoto. Teófanes, o Confessor fornece a data de 524 para os eventos, mas é provável que o relata faça menção à reconstrução do sítio como Justinianópolis.